# Allen (Prison Break)
Allen este al doilea episod al serialului de televiziune Prison Break. Scenariul a fost scris de Paul Scheuring și a fost regizat de Michael Watkins. A fost difuzat în 29 august 2005.